# ソフト/クワイエット
『ソフト/クワイエット』（原題：Soft & Quiet）は、2022年のアメリカ合衆国のスリラー映画。
アメリカで社会問題化しているヘイトクライム（憎悪犯罪）をモチーフに、マイノリティへの偏見を持つ白人女性たちが、あるトラブルをきっかけに取り返しのつかない事態に陥っていく様をリアルタイム進行による全編ワンショットで描いた作品。ジェイソン・ブラム製作総指揮。

## ストーリー
幼稚園教師のエミリーは「アーリア人団結をめざす娘たち」という白人至上主義グループを結成した。教会の談話室で開いた初めての会合には、エミリーと同じように多文化主義や多様性を重んじる現代の風潮に不満を抱え、有色人種や移民を毛嫌いする白人女性達、食料品店経営のキム、会社員のマージョリー、元受刑者のレスリーなど数名が集まる。日頃の鬱憤や過激な思想を共有して盛り上がった彼女たちは、用事のある数名を除いて、2次会のためエミリーの家へ向かった。
途中で立ち寄ったキムの食料品店に、アジア系移民のアンが妹と来店した。差別的な言葉でアンを侮辱し、店から追い出すエミリーたち。エミリーとアンはかつての同級生であり、エミリーの兄はアンをレイプした罪で服役中だった。兄は無実だと言い張るエミリーに同調した一同は、レイプを告発した憎いアンを懲らしめるために、移民にとって大切なパスポートを盗む計画を立てた。
渋るエミリーの夫・クレイグまで巻き込んでバンに乗り込み、アンの家に向かう一同。置き鍵を見つけて忍び込み、はしゃいでいるところに、アンが想定外で帰宅してしまった。怯えるアンを縛り上げ、口にテープを貼るエミリーたち。クレイグは冗談だと謝って帰ろうとしたが、家の前でアンの妹と鉢合わせし、説明するからと夢中で捕まえてしまった。
妹も縛り上げるエミリーたちを見て、一人で帰ってしまうクレイグ。刑務所帰りのレスリーは次第に本性を現し、アンが訴えないよう徹底的に脅そうとエミリーたちを鼓舞した。妹の口にピーナッツやバナナを押し込んでいたぶると、彼女はショック状態に陥り死亡した。ピーナッツ・アレルギーだったのだ。取り乱して責任を押し付け合い、怒鳴り合うエミリーたち。だが、犯行を隠すためには相互協力が必要だった。
男性のレイプ魔の犯行に見せかけてアンを殺すレスリー。家中の指紋を拭いたエミリーたちは、近くの湖に死体を運び、ボートに載せて沖に沈めた。息を吹き返したアンが水面に顔を出したとも知らずに、エミリーたちは犯行現場をさらに徹底的に片付けるために、アンの家に戻って行った。

## キャスト
- エミリー：ステファニー・エステス
- レスリー：オリヴィア・ルッカルディ
- キム：ダナ・ミリキャン
- アン：メリッサ・パウロ
- マージョリー：エレノア・ピエンタ
- リリー：シシー・リー
- クレイグ：ジョン・ビーヴァーズ
- ブライアン：ジェイデン・リーヴィット
- ジェシカ：シャノン・マホニー
- アリス：レベカ・ウィギンス
- ノーラ：ニーナ・ジョーダン
- マリア：ジョヴィータ・モリーナ